# Kabinett Briand V

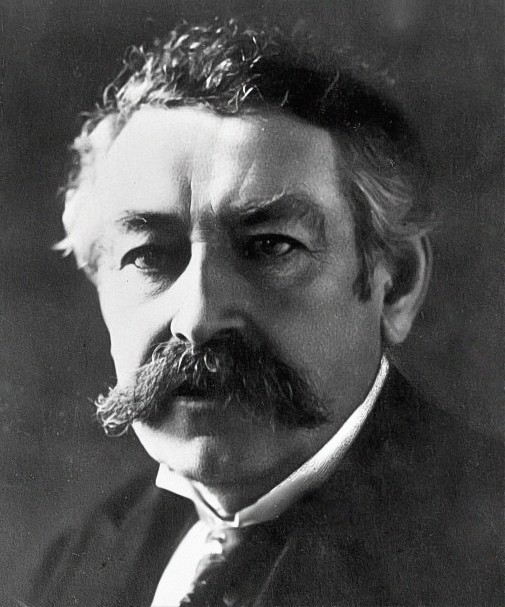
Aristide Briand war von 1909 bis 1911, 1913, 1915 bis 1917, 1921 bis 1922, 1925 bis 1926 sowie 1929 sechs Mal Premierminister Frankreichs und bildete in dieser Zeit elf Kabinette

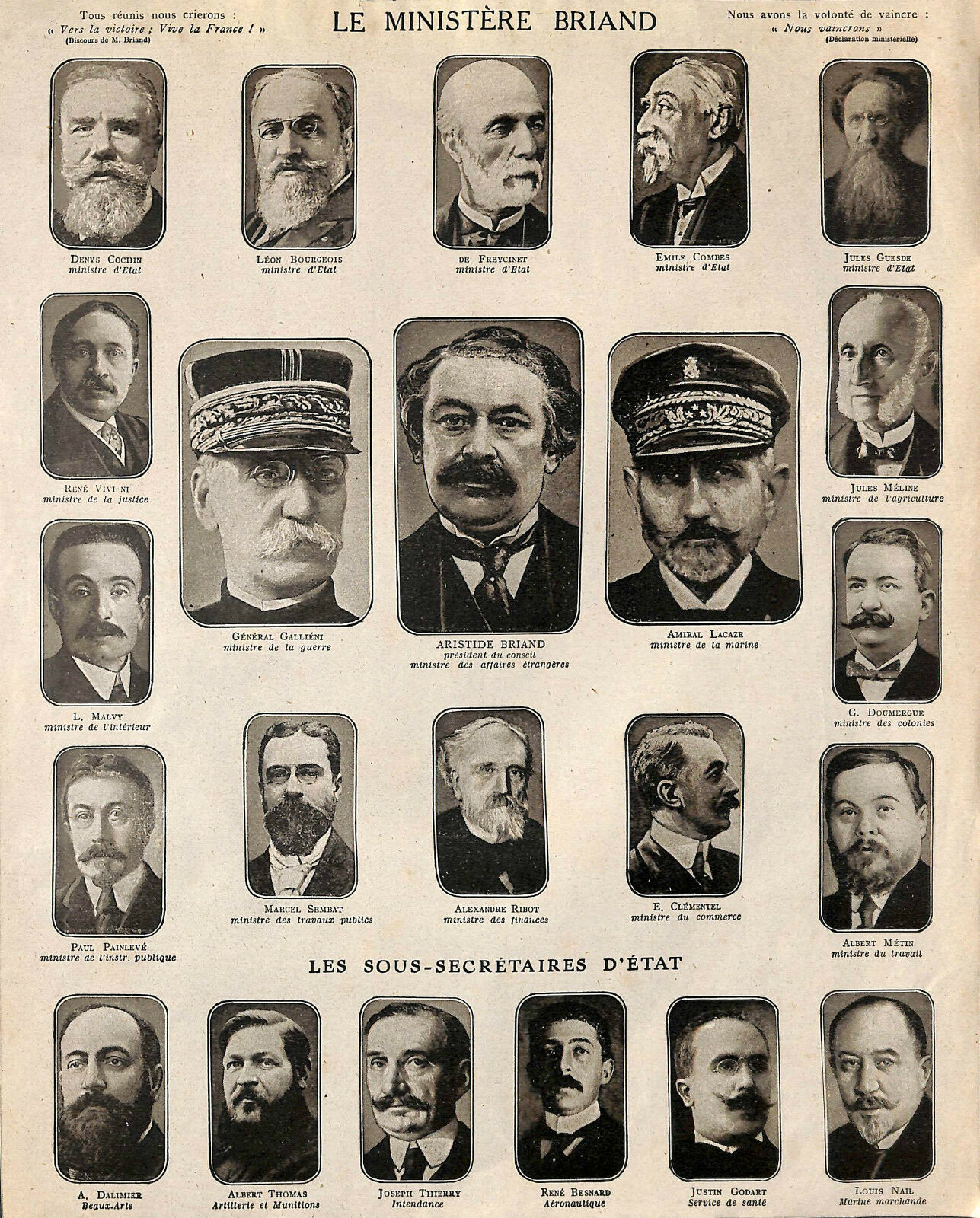
Kabinett Aristide Briand V

Das fünfte Kabinett Briand war eine Regierung der Dritten Französischen Republik. Es wurde am 29. Oktober 1915 von Premierminister (Président du Conseil) Aristide Briand gebildet und löste das Kabinett Viviani II ab. Es blieb bis zum 12. Dezember 1916 im Amt und wurde daraufhin vom Kabinett Briand VI abgelöst.
Dem Kabinett gehörten Minister der Union sacrée an: Parti républicain-socialiste (PRS), Parti républicain, radical et radical-socialiste (PRRRS), Fédération républicaine (FR), Section française de l’Internationale ouvrière (SFIO), Radical indépendant (RI) und Action libérale populaire (ALP).

## Kabinett
Dem Kabinett gehörten folgende Minister an:
| Amt                                                                      | Name                                  | Partei | Beginn der Amtszeit            | Ende der Amtszeit               |
| ------------------------------------------------------------------------ | ------------------------------------- | ------ | ------------------------------ | ------------------------------- |
| Premierminister                                                          | Aristide Briand                       | PRS    | 29. Oktober 1915               | 12. Dezember 1916               |
| Außenminister                                                            | Aristide Briand                       |        | 29. Oktober 1915               | 12. Dezember 1916               |
| Kolonialminister                                                         | Gaston Doumergue                      | PRS    | 29. Oktober 1915               | 12. Dezember 1916               |
| Kriegsminister                                                           | Joseph Gallieni Pierre Auguste Roques |        | 29. Oktober 1915 16. März 1916 | 16. März 1916 12. Dezember 1916 |
| Minister für öffentlichen Unterricht und schöne Künste                   | Paul Painlevé                         | PRS    | 29. Oktober 1915               | 12. Dezember 1916               |
| Innenminister                                                            | Louis Malvy                           | PRRRS  | 29. Oktober 1915               | 12. Dezember 1916               |
| Justizminister                                                           | René Viviani                          | PRS    | 29. Oktober 1915               | 12. Dezember 1916               |
| Marineminister                                                           | Lucien Lacaze                         |        | 29. Oktober 1915               | 12. Dezember 1916               |
| Landwirtschaftsminister                                                  | Félix Jules Méline                    | FR     | 29. Oktober 1915               | 12. Dezember 1916               |
| Finanzminister                                                           | Alexandre Ribot                       | FR     | 29. Oktober 1915               | 12. Dezember 1916               |
| Minister für Arbeit und Sozialversicherung                               | Albert Métin                          | PRS    | 29. Oktober 1915               | 12. Dezember 1916               |
| Minister für öffentliche Arbeiten                                        | Marcel Sembat                         | SFIO   | 29. Oktober 1915               | 12. Dezember 1916               |
| Minister für Handel und Industrie sowie Minister für Post und Telegrafie | Étienne Clémentel                     | RI     | 29. Oktober 1915               | 12. Dezember 1916               |
| Staatsminister                                                           | Léon Bourgeois                        | PRRRS  | 29. Oktober 1915               | 12. Dezember 1916               |
| Staatsminister                                                           | Denys Cochin                          | ALP    | 29. Oktober 1915               | 12. Dezember 1916               |
| Staatsminister                                                           | Émile Combes                          | PRRRS  | 29. Oktober 1915               | 12. Dezember 1916               |
| Staatsminister                                                           | Charles de Freycinet                  |        | 29. Oktober 1915               | 12. Dezember 1916               |
| Staatsminister                                                           | Jules Guesde                          | SFIO   | 29. Oktober 1915               | 12. Dezember 1916               |

### Unterstaatssekretäre
Dem Kabinett gehörten folgende Sous-secrétaires d’État an:
- Ministerium für öffentlichen Unterricht und schöne Künste: Albert Dalimier (PRRRS)
- Marineministerium: Louis Nail PRRRS
- Kriegsministerium:
  - zuständig für Artillerie und militärische Ausrüstung: Albert Thomas (SFIO)
  - zuständig für die Versorgung mit Lebensmitteln und die militärische Intendanz: Joseph Thierry[2] (FR)
  - zuständig für den militärischen Gesundheitsdienst: Justin Godart (PRRRS)
  - zuständig für militärische Luftfahrt (ab 8. Februar 1916): René Besnard[3] (PRRRS)

## Historische Einordnung

### Krieg

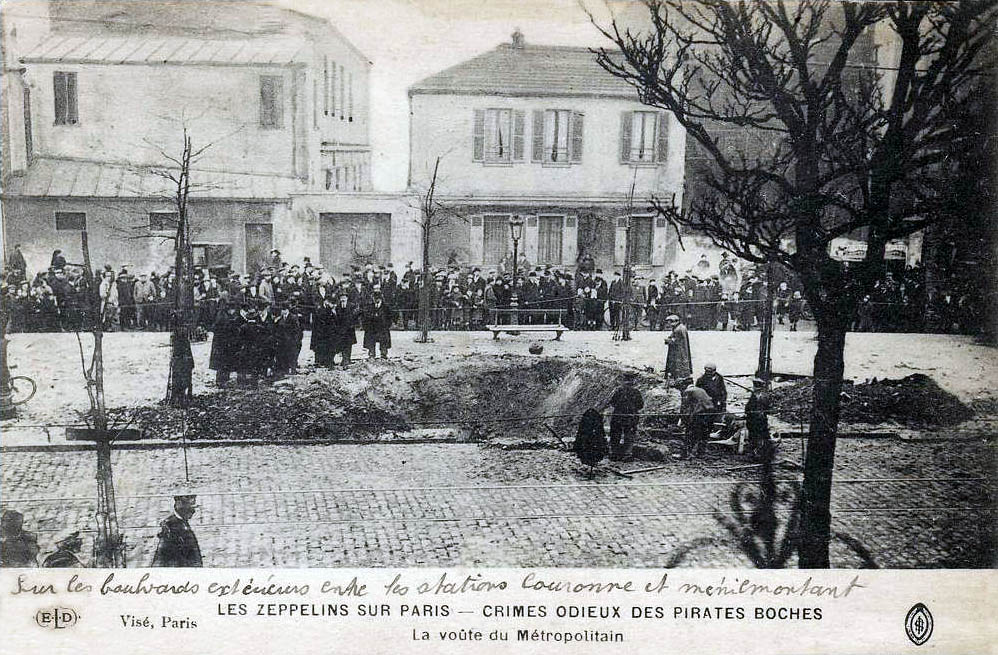
Krater nach einem Zeppelin-Angriff in Paris am 29. Januar 1916

Während des fünften briandschen Kabinetts wurden Geheimausschüsse eingerichtet. Dabei handelt es sich um nichtöffentliche Sitzungen des Parlaments. Zwischen Juni 1916 und Oktober 1917 wurden acht derartige Sitzungen abgehalten.
Am 2. Dezember wurde General Joffre per Dekret zum Oberbefehlshaber aller französischen Armeen an allen Fronten in Europa ernannt. Spannungen zwischen der Regierung und dem Generalstab führen am 11. Dezember zur Ernennung von General de Castelnau zum Generalstabschef der französischen Armeen. Im Dezember 1915 fand die Zweite Chantilly-Konferenz statt, auf der die weitere alliierte Kriegsführung geplant wurde.
Die Schlacht um Verdun begann am 21. Februar 1916; sie endete am 19. Dezember 1916 mit über 300.000 Toten. Am 1. Juli 1916 begann die Schlacht an der Somme, die bis zum 18. November 1916 andauerte und über eine Million Opfer forderte.
Am 16. Mai 1916 schlossen Frankreich und das Vereinigte Königreich das Sykes-Picot-Geheimabkommen über die Aufteilung des osmanischen Reichs nach dessen Niederlage.

### Sonstiges
Die von forcierte Joseph Caillaux Einkommensteuerreform, die noch im Kabinett Viviani I verabschiedet worden war, trat am 1. Januar 1916 in Kraft.